# Kalinin K-5
Il Kalinin K-5 (in caratteri cirillici Калинин К-5) era un aereo di linea progettato da Konstantin Alekseevič Kalinin. Costruito in oltre 260 esemplari nella prima metà degli anni trenta, fu uno dei più popolari aerei passeggeri sovietici di quel periodo, e diventò la spina dorsale della compagnia aerea nazionale Aeroflot.
Utilizzato anche dalla Voenno-vozdušnye sily SSSR, l'aeronautica militare sovietica, nel ruolo di aereo da trasporto, rimase in servizio fino al 1943, anno in cui furono ritirati.

## Storia del progetto
Kalinin iniziò a pensare ad un aereo passeggeri da 10 o 12 posti fin dal 1926, ma iniziò a lavorarci solo quando si manifestò un interesse da parte delle autorità, pochi anni dopo. Fu infatti inserito, assieme al pari ruolo Tupolev ANT-9, tra i prototipi da realizzare in ottemperanza al primo piano quinquennale (1928-1932) voluto da Stalin.
Il prototipo fu completato nell'autunno 1929, ed il velivolo volò per la prima volta il 18 ottobre, con ai comandi Michail Artëmevič Snegirev. I test di valutazione per l'accettazione da parte delle autorità iniziarono il 30 maggio 1930, e si conclusero positivamente. La macchina fu sottoposta ad altri test, e iniziò a svolgere una serie di collegamenti sperimentali prima tra Charkiv e Mosca, ed in seguito anche verso Mineral'nye Vody e Baku.
In seguito a questi voli, ci si rese presto conto dei gravi problemi di affidabilità di cui soffriva il motore Bessonov M-15 (in realtà un Bristol Jupiter costruito su licenza): in particolare, i guasti molto frequenti costrinsero gli equipaggi a compiere parecchi atterraggi di emergenza. Inoltre, la vita media operativa del motore fu stimata in appena dodici ore. Tutto questo spinse l'Ispettorato dell'Aviazione Civile ad ordinare l'interruzione dei voli e la messa a terra della flotta, in attesa che il problema venisse risolto.
Per cercare di ovviare ai problemi di affidabilità che affliggevano il propulsore, Kalinin decise di montare sull'aereo un motore tipo Shvetsov M-22. In questo modo, si risolsero le questioni relative all'affidabilità, ma ci furono problemi con l'installazione, e le prestazioni diminuirono anche a causa del peso. I test per l'accettazione condotti tra il 26 maggio ed il 26 giugno 1932 confermarono i miglioramenti riguardanti l'affidabilità, ma la capacità di carico fu giudicata troppo bassa: infatti, nonostante i 550 decolli ed atterraggi, ed i 2 000 giri compiuti senza un problema, e l'aereo venne rifiutato. In quel periodo, tuttavia, l'M-15 era stato considerevolmente migliorato, e quindi la produzione del propulsore fu ripresa. Per questo motivo, ben 100 aerei furono equipaggiati con questo motore, la cui affidabilità fu dimostrata da un duro volo nel Caucaso il 25 giugno 1933.
Il motore definitivo fu il Mikulin M-17F, che offriva un aumento sia di potenza sia di prestazioni. Tuttavia, questo propulsore era piuttosto pesante, e per questo risultarono diminuite la capacità di carico e l'autonomia. Inoltre, a causa dei problemi strutturali riscontrati in seguito al montaggio dell'M-17F, fu necessario apportare modifiche all'aereo.

## Tecnica
Il K-5 era un monoplano ad ala alta, dalle forme piuttosto simili a quelle degli altri progetti di Kalinin. Le maggiori differenze rispetto ai predecessori riguardavano le dimensioni, la presenza di doppi comandi, l'utilizzo di motori più potenti ed una cellula rinforzata (soprattutto sull'ultima versione). L'aereo era caratterizzato da una cabina chiusa, per due piloti, e da una sezione passeggeri con otto posti.

Complessivamente, ne furono realizzate tre versioni, che si differenziano tra loro principalmente per il tipo di propulsore utilizzato.
- Propulsore Bessonov M-15 (450 hp). Si tratta della versione base, le cui caratteristiche sono riportate in tabella. Fu inizialmente scartata, a causa della cronica inaffidabilità del motore. Tuttavia, quando i tecnici riuscirono a rendere l'M-15 più affidabile, la produzione venne ripresa e fu costruito in un centinaio di esemplari, anche i virtù del fallimento della versione rimotorizzata con l'M-22.
- Propulsore Shvetsov M-22 (480 hp). Si tratta della versione rimotorizzata, che fu sviluppata nel 1931 a causa dell'inaffidabilità dell'M-15. I problemi di affidabilità furono effettivamente risolti, ma la capacità di carico risultò talmente bassa e le prestazioni così inferiori che le autorità lo rifiutarono. La lunghezza era leggermente inferiore (15,7 metri), mentre risultò aumentato il peso a vuoto (2 400 kg). Rispetto alla prima versione, però, diminuirono peso al decollo (3 600 kg), velocità massima (185 km/h), velocità di crociera (154 km/h), autonomia (820 km) e tangenza operativa (4 450 metri).
- Propulsore Mikulin M-17F (730 CV). Si tratta della versione definitiva, che volò nel 1934. Questo motore era in grado di garantire prestazioni migliori (209 km/h di velocità massima, 170 di crociera, 960 km di autonomia ed una tangenza di 5 040 metri), anche se a costo di un sensibile aumento dei pesi (2 740 a vuoto e 4 030 al decollo). Questo aumento provocò problemi strutturali, che furono risolti rafforzando la cellula. Rispetto alla versione base, l'aereo era leggermente più lungo (16,5 metri).

## Impiego operativo
Il K-5 fu un aereo particolarmente popolare, a causa della sua semplicità ed economicità di mantenimento. Inoltre, si trattava di un velivolo ampiamente autarchico, visto che le sole componenti che era necessario importare per la sua costruzione erano gli assi del carrello d'atterraggio in cromo-molibdeno. Fu costruito in circa 260 esemplari tra il 1930 ed il 1934, sostituendo gli aerei di costruzione tedesca (principalmente Junkers F 13 e Dornier Komet) che prima erano utilizzati per il trasporto passeggeri. In pratica, si trattò di un velivolo che diede un importante contributo al trasporto aereo civile in Unione Sovietica.

La prima tratta su cui il K-5 venne utilizzato fu la Mosca-Charkiv. Successivamente, furono aggiunte altre destinazioni (Sverdlovsk, Taškent, ed Arcangelo). L'Aeroflot lo utilizzò fino al 1940, mentre la VVS fino al 1943 come aereo da trasporto.

## Utilizzatori

### Civili
Unione Sovietica
- Aeroflot

### Militari
Unione Sovietica
- Voenno-vozdušnye sily SSSR